# U-21サッカーフィンランド代表
U-21サッカーフィンランド代表（U-21サッカーフィンランドだいひょう、フィンランド語: Suomen alle 21-vuotiaiden jalkapallomaajoukkue, 英語: Finland national under-21 football team）は、フィンランドサッカー連盟によって編成されるフィンランドのサッカーの21歳以下のナショナルチームである。21歳以下を対象とするUEFA U-21欧州選手権に出場するためのチームである。

## 概要
U-21フィンランド代表は、UEFA U-21欧州選手権の第1回大会より出場しているが、初めて本大会出場を経験したのは2009年大会であった。2009年大会では、グループステージでイングランド、ドイツ、スペインという強豪3カ国と同組になったため、3戦全敗で大会を後にした。しかし、グループステージ初戦のイングランド戦でフィンランド代表唯一の得点をティム・スパルフが記録した。

## UEFA U-21欧州選手権の成績
| 開催年 | 結果                                             | 試       | 勝       | 分       | 負       | 得       | 失       |
| ------ | ------------------------------------------------ | -------- | -------- | -------- | -------- | -------- | -------- |
| 1978   | 予選敗退                                         | 予選敗退 | 予選敗退 | 予選敗退 | 予選敗退 | 予選敗退 | 予選敗退 |
| 1980   | 予選敗退                                         | 予選敗退 | 予選敗退 | 予選敗退 | 予選敗退 | 予選敗退 | 予選敗退 |
| 1982   | 予選敗退                                         | 予選敗退 | 予選敗退 | 予選敗退 | 予選敗退 | 予選敗退 | 予選敗退 |
| 1984   | 予選敗退                                         | 予選敗退 | 予選敗退 | 予選敗退 | 予選敗退 | 予選敗退 | 予選敗退 |
| 1986   | 予選敗退                                         | 予選敗退 | 予選敗退 | 予選敗退 | 予選敗退 | 予選敗退 | 予選敗退 |
| 1988   | 予選敗退                                         | 予選敗退 | 予選敗退 | 予選敗退 | 予選敗退 | 予選敗退 | 予選敗退 |
| 1990   | 予選敗退                                         | 予選敗退 | 予選敗退 | 予選敗退 | 予選敗退 | 予選敗退 | 予選敗退 |
| 1992   | 予選敗退                                         | 予選敗退 | 予選敗退 | 予選敗退 | 予選敗退 | 予選敗退 | 予選敗退 |
| 1994   | 予選敗退                                         | 予選敗退 | 予選敗退 | 予選敗退 | 予選敗退 | 予選敗退 | 予選敗退 |
| 1996   | 予選敗退                                         | 予選敗退 | 予選敗退 | 予選敗退 | 予選敗退 | 予選敗退 | 予選敗退 |
| 1998   | 予選敗退                                         | 予選敗退 | 予選敗退 | 予選敗退 | 予選敗退 | 予選敗退 | 予選敗退 |
| 2000   | 予選敗退                                         | 予選敗退 | 予選敗退 | 予選敗退 | 予選敗退 | 予選敗退 | 予選敗退 |
| 2002   | 予選敗退                                         | 予選敗退 | 予選敗退 | 予選敗退 | 予選敗退 | 予選敗退 | 予選敗退 |
| 2004   | 予選敗退                                         | 予選敗退 | 予選敗退 | 予選敗退 | 予選敗退 | 予選敗退 | 予選敗退 |
| 2006   | 予選敗退                                         | 予選敗退 | 予選敗退 | 予選敗退 | 予選敗退 | 予選敗退 | 予選敗退 |
| 2007   | 予選敗退                                         | 予選敗退 | 予選敗退 | 予選敗退 | 予選敗退 | 予選敗退 | 予選敗退 |
| 2009   | グループステージ敗退                             | 3        | 0        | 0        | 3        | 1        | 6        |
| 2011   | 予選敗退                                         | 予選敗退 | 予選敗退 | 予選敗退 | 予選敗退 | 予選敗退 | 予選敗退 |
| 2013   | 予選敗退                                         | 予選敗退 | 予選敗退 | 予選敗退 | 予選敗退 | 予選敗退 | 予選敗退 |
| 2015   | 予選敗退                                         | 予選敗退 | 予選敗退 | 予選敗退 | 予選敗退 | 予選敗退 | 予選敗退 |
| 2017   | 予選敗退                                         | 予選敗退 | 予選敗退 | 予選敗退 | 予選敗退 | 予選敗退 | 予選敗退 |
| 2019   | 予選敗退                                         | 予選敗退 | 予選敗退 | 予選敗退 | 予選敗退 | 予選敗退 | 予選敗退 |
| 2021   | 予選敗退                                         | 予選敗退 | 予選敗退 | 予選敗退 | 予選敗退 | 予選敗退 | 予選敗退 |
| 通算   | 最高成績 : グループステージ敗退 23大会中/1回出場 | 3        | 0        | 0        | 3        | 1        | 6        |

## 歴代監督
- ミカ・ラウリカイネン 2011-2013
- トミ・カウトネン 2013-2017
- ユハ・マリネン 2017-